# Melodifestivalen 2008
Le concours Melodifestivalen 2008 s'est déroulé de février à mars 2008. Ce fut la 47e édition du concours Melodifestivalen et il désigna l'artiste représentant la Suède au Concours Eurovision de la chanson 2008.
Cette année-là, une nouvelle règle appelée la Lex Agnes a été introduite. Elle consista aux artistes participants à inclure toutes les informations sur la chanson. Elle porta le nom de Lex Agnes à cause de la chanteuse Agnes Carlsson qui fut disqualifiée lors du concours Melodifestivalen précédent en 2007 car elle a divulgué publiquement toutes les informations concernant sa chanson avant la date limite.

## Format
Le concours Melodifestivalen 2008 comportait 32 chansons qui furent réparties dans quatre demi-finales avec dans chaque demi-finale huit participants. Les demi-finales ont eu lieu de février à mars 2008. À savoir que les deux premiers de chaque demi-finale sont qualifiés directement pour la finale et les artistes classées 3e et 4e sont eux qualifiés pour l'épreuve de rattrapage, l'Andra Chansen tandis que les autres sont éliminés du concours. Lors de l'épreuve de rattrapage (Andra Chansen) ayant eu lieu le 8 mars, consista à determiner les deux derniers finalistes par le biais de duels où les vainqueurs de chaque duel avancent au duel suivant. Les deux vainqueurs du second duel sont qualifiés pour la finale qui a lieu le 15 mars où 10 artistes participent afin de pouvoir représenter la Suède au Concours Eurovision de la chanson 2008 à Belgrade en Serbie.
Les téléspectateurs ont 100 % de votes lors des demi-finales et de l'épreuve de rattrapage (Andra Chansen). Mais pour la finale, les votes du jury sont pris en compte en plus des votes des téléspectateurs. 

### Joker
Cette année, la Sveriges Television (SVT) a annoncé la présence de quatre jokers pour le concours Melodifestivalen 2008 le 15 janvier de la même année.
| Artiste             | Chanson                   | Demi-finale | Résultat lors de la demi-finale | Résultat final                           |
| ------------------- | ------------------------- | ----------- | ------------------------------- | ---------------------------------------- |
| Amy Diamond         | "Thank You"               | Göteborg    | Finale – 1er place              | 8e lors de la finale                     |
| Johnson & Häggkvist | "One Love"                | Västerås    | Andra Chansen – 3e place        | Éliminés lors de l'épreuve de rattrapage |
| Eskobar             | "Hallelujah New World"    | Linköping   | Éliminé – 8e place              | Éliminé lors de la troisième demi-finale |
| Niklas Strömstedt   | "För många ord om kärlek" | Karlskrona  | Éliminé – 8e place              | Éliminé lors de la quatrième demi-finale |

### Présentateur
En 2007, SVT annonce que Kristian Luuk, qui a déjà présenté en 2007 présentera pour une seconde fois le concours. De plus, le comédien Björn Gustafsson apparaît en tant que sidekick et Nour El-Refai, en tant que reporter.

### Artistes revenants
En 2008, de nombreux artistes ayant déjà participé au Melodifestivalen reviennent pour tenter leur chances à nouveau. On remarque parmi ces artistes, le retour de Charlotte Perrelli qui a gagné le concours en 1999 et a également permis à la Suède de remporter son quatrième Concours Eurovision de la chanson en 1999, ou encore Andreas Johnson qui avait déjà participé au concours Melodifestivalen en 2006 et en 2007 où il avait fini respectivement 3e et 2e du concours en finale.
| Artistes           | Année de participation (Classement) |
| ------------------ | --- |
| Andreas Johnson    | 2006 (1er en Demi-finale, 3e en finale), 2007 (1er en Demi-finale, 2e en finale)                                                                                        |
| BWO                | 2005 (5e en Demi-finale), 2006 (2e en Demi-finale, 2e en finale) |
| Carola Häggkvist   | 1983 (1er en finale), 1990 (2e en finale), 1991 (1er en finale), 2006 (1e en Demi-finale, 1er en finale)                                                                |
| Charlotte Perrelli | 1999 (1er en finale) |
| E-Type             | 2004 (1er en Demi-finale, 5e en finale) |
| Linda Bengtzing    | 2005 (3e en Demi-finale, 2e lors de l'Andra Chansen, 10e en finale), 2006 (2e en Demi-finale, 7e en finale)                                                             |
| Nordman            | 2005 (2e en Demi-finale, 9e en finale) |
| Patrik Isaksson    | 2006 (3e en Demi-finale, 3e lors de l'Andra Chansen) |
| Sanna Nielsen      | 2001 (3e en finale), 2003 (2e en Demi-finale, 5e en finale), 2005 (1e en Demi-finale, 8e en finale), 2007 (4e en Demi-finale, 2e lors de l'Andra Chansen, 7e en finale) |
| The Poodles        | 2006 (1er en Demi-finale, 4e en finale) |
| Thérèse Andersson  | 2004 (6e en Demi-finale), 2005 (7e en Demi-finale) |
| Velvet             | 2006 (4e Demi-finale, 7e lors de l'Andra Chansen) |

### Présélection
La date limite pour la participation au Melodifestivalen 2008 était fixée au 25 septembre 2007. Pour l'édition 2008, un nouveau record de participation était établi avec 3434 chansons envoyées. Les 28 participants au Melodifestivalen 2008 étaient annoncés les 10 et 11 décembre 2007. Les 4 jokers ont été annoncés le 15 janvier.

### Calendrier
| Date       | Ville      | Lieu           | Manche                                |
| ---------- | ---------- | -------------- | ------------------------------------- |
| 9 février  | Göteborg   | Scandinavium   | Demi-Finale 1                         |
| 16 février | Västerås   | ABB Arena Nord | Demi-Finale 2                         |
| 23 février | Linköping  | Cloetta Center | Demi-Finale 3                         |
| 1er mars   | Karlskrona | Telenor Arena  | Demi-Finale 4                         |
| 8 mars     | Kiruna     | Arena Arctica  | Épreuve de rattrapage (Andra Chansen) |
| 15 mars    | Stockholm  | Globen         | Finale                                |

## Demi-finales
Les demi-finales du Melodifestivalen 2008 ont commencé le 9 février 2008. Il y avait quatre demi-finales et une épreuve de rattrapage (Andra Chansen) qui allaient determiner quels artistes allaient se qualifier pour la finale du Melodifestivalen le 15 mars au Globen à Stockholm. Au total, il y a eu durant le concours pratiquement 4 millions de votes, collectant par la suite 5,7 million de couronnes suédoise (environ 605 000 €) pour leur œuvre de charité Radiohjälpen.
Dans chaque demi-finale, les deux premiers sont qualifiés directement pour la finale et les artistes classées 3e et 4e sont eux qualifiés pour l'épreuve de rattrapage, l'Andra Chansen tandis que les autres sont éliminés du concours.

### Demi-finale 1
La première demi-finale a eu lieu le 9 février 2008 au Scandinavium de Göteborg. Dans cette demi-finales, huit chansons étaient en compétition pour la qualification pour la finale, à noter la présence du premier joker, celui de la chanteuse Amy Diamond et de sa chanson "Thank You".
Lors de cette demi-finale, les deux artistes qui se sont qualifiés directement pour la finale étaient Amy Diamond avec sa chanson "Thank You" et Christer Sjögren et sa chanson "I Love Europe" tandis que E-Type & The Poodles avec leur chanson "Line of Fire" et Suzzie Tapper avec sa chanson "Visst finns mirakel" ont pu se qualifier pour l'épreuve de rattrapage (Andra Chansen).
| # | Artiste              | Chanson               | Parolier (p) / Compositeur (c) | Votes    | Votes    | Position | Resultat      |
| # | Artiste              | Chanson               | Parolier (p) / Compositeur (c) | Manche 1 | Manche 2 | Position | Resultat      |
| - | -------------------- | --------------------- | --- | -------- | -------- | -------- | ------------- |
| 1 | E-Type & The Poodles | "Line of Fire"        | E-Type (c & p), Jakob Samuelsson (c & p) | 46 333   | 56 105   | 3e       | Andra Chansen |
| 2 | Face-84              | "Alla gamla x"        | Lars Diedricson (c), Martin Hedström (c), Wille Crafoord (p)                                                                                    | 13 626   | —        | 8e       | Éliminé       |
| 3 | Velvet               | "Déjà vu"             | Niclas Molinder (c & p), Joacim Persson (c & p), Pelle Ankarberg (c & p), Niko Valsamidis (c & p), Fredrik Larsson (c & p), David Jassy (c & p) | 25 451   | 31 047   | 5e       | Éliminée      |
| 4 | Brandur Enni         | "Lullaby"             | Henrik Wikström (c), Kristian Lagerström (p) | 18 727   | —        | 7e       | Éliminé       |
| 5 | Michael Michailoff   | "That's Love"         | Michael Michailoff (c & p), Joakim Övrenius (c & p), Patric Jonsson (c & p)                                                                     | 23 198   | —        | 6e       | Éliminé       |
| 6 | Amy Diamond          | "Thank You"           | Sandra Nordström (c & p), Mathias Venge (c & p), Peter Wennerberg (c & p)                                                                       | 79 075   | 96 508   | 1er      | Joker Finale  |
| 7 | Suzzie Tapper        | "Visst finns mirakel" | Amir Aly (c), Maciel Numhauser (c), Robin Abrahamsson (c), Bobby Ljunggren (c), Suzzie Tapper (p)                                               | 24 469   | 32 130   | 4e       | Andra Chansen |
| 8 | Christer Sjögren     | "I Love Europe"       | Torgny Söderberg (c), Magnus Johansson (c), Ingela Forsman (p)                                                                                  | 71 396   | 81 471   | 2e       | Finale        |

- Nombre total de votes : 600 804 votes
- Argent récolté pour l'association Radiohjälpen : 1 383 435 couronnes
- Audience : 3 241 000 téléspectateurs

### Demi-finale 2
La deuxième demi-finale a eu lieu le 16 février 2008 au ABB Arena Nord à Västerås. Une nouvelle fois, huit artistes ont concouru pour se qualifier pour la finale du concours. À savoir qu'un nouveau joker de la SVT a participé à la demi-finale, il s'agissait du duo Johnson & Häggkvist avec leur chanson "One Love".
Les deux chansons qui ont pu se qualifier directement pour la finale étaient "Empty Room" et "Just A Minute" de Sanna Nielsen et des frères jumeaux Rongedal. Et les deux chansons qui ont réussi à se qualifier pour l'épreuve de rattrapage furent Ola Svensson avec la chanson "Love in Stereo" et le duo Johnson & Häggkvist avec leur chanson "One Love".
| # | Artiste             | Chanson                           | Parolier (p) / Compositeur (c) | Votes    | Votes    | Position | Resultat            |
| # | Artiste             | Chanson                           | Parolier (p) / Compositeur (c) | Manche 1 | Manche 2 | Position | Resultat            |
| - | ------------------- | --------------------------------- | --- | -------- | -------- | -------- | ------------------- |
| 1 | Ola Svensson        | "Love in Stereo"                  | Tony Nilsson (c & p), Mirja Breitholtz (c & p) | 39 972   | 52 615   | 4e       | Andra Chansen       |
| 2 | Lasse Lindh         | "Du behöver aldrig mer vara rädd" | Lasse Lindh (c & p) | 15 396   | —        | 6e       | Éliminé             |
| 3 | The Nicole          | "Razborka"                        | Nicole Fuentes (c & p), Tord Bäckström (c & p), Stefan Åberg (c & p)                                                                               | 6 121    | —        | 8e       | Éliminée            |
| 4 | Alexander Schöld    | "Den första svalan"               | Fredrik Thomander (c), Anders Wikström (c), Ingela Forsman (p)                                                                                     | 13 352   | —        | 7e       | Éliminé             |
| 5 | Rongedal            | "Just a Minute"                   | Amir Aly (c), Henrik Wikström (c), Magnus Rongedal (c & p), Henrik Rongedal (c & p)                                                                | 68 121   | 94 101   | 2e       | Finale              |
| 6 | Sanna Nielsen       | "Empty Room"                      | Bobby Ljunggren (c & p), Aleena Gibson (c & p) | 102 390  | 126 356  | 1er      | Finale              |
| 7 | Andra generationen  | "Kebabpizza Slivovitza"           | Vlatko Ancevski (c & p), Vlatko Gicarevski (c & p), Mats Nilsson (c & p), Stevan Tomulevski (c & p), Teddy Paunkoski (c & p), Otis Sandsjö (c & p) | 33 011   | 43 509   | 5e       | Éliminé             |
| 8 | Johnson & Häggkvist | "One Love"                        | Carola Häggkvist (c & p), Andreas Johnson (c & p), Peter Kvint (c & p)                                                                             | 77 778   | 79 106   | 3e       | Joker Andra Chansen |

- Nombre total de votes : 752 537 votes
- Argent récolté pour l'association Radiohjälpen : Non communiqué
- Audience : 3 341 000 téléspectateurs

### Demi-finale 3
La troisième demi-finale du Melodifestivalen 2008 a eu lieu au Cloetta Center de Linköping le 23 février 2008.
Les deux chansons qui se sont qualifiés directement pour la finale du Melodifestivalen 2008 sont "Lay Your Love On Me" du groupe BWO (Bodies Without Organs) et "Upp o hoppa" par Frida & Headline. Tandis que Caracola et leur chanson "Smiling in Love" et Thérèse Andersson et sa chanson "When You Need Me" se sont qualifiés pour l'épreuve de rattrapage (Andra Chansen). À noter que le joker de la Sveriges Television, Eskobar a terminé dernier de la demi-finale avec la chanson "Hallelujah New World".
| # | Artiste                  | Chanson                  | Parolier (p) / Compositeur (c)                                                                   | Votes    | Votes    | Position | Resultat      |
| # | Artiste                  | Chanson                  | Parolier (p) / Compositeur (c)                                                                   | Manche 1 | Manche 2 | Position | Resultat      |
| - | ------------------------ | ------------------------ | ------------------------------------------------------------------------------------------------ | -------- | -------- | -------- | ------------- |
| 1 | BWO                      | "Lay Your Love on Me"    | Alexander Bard (c & p), Anders Hansson (c & p), Bobby Ljunggren (c & p), Henrik Wikström (c & p) | 58 136   | 82 381   | 1er      | Finale        |
| 2 | Mickey Huskić            | "Izdajice"               | Mickey Huskić (c & p)                                                                            | 11 721   | —        | 7e       | Éliminé       |
| 3 | Frida & Headline         | "Upp o hoppa"            | Anderz Wrethov (c & p), Frida Muranius (c & p), Sam Persson (p)                                  | 27 675   | 40 852   | 2e       | Finale        |
| 4 | Thérèse Andersson        | "When You Need Me"       | Pontus Hagberg (c & p), Malin Eriksson (p), Jonas Sjöström (p)                                   | 25 034   | 33 849   | 4e       | Andra Chansen |
| 5 | Patrik Isaksson & Bandet | "Under mitt tunna skinn" | Patrik Isaksson (c & p)                                                                          | 26 056   | 33 808   | 5e       | Éliminé       |
| 6 | Caracola                 | "Smiling in Love"        | Henrik Bie (c), Mattias Olsson (p), Angelica Thelin (p), Magnus Lanner (p)                       | 31 652   | 35 491   | 3e       | Andra Chansen |
| 7 | Ainbusk                  | "Jag saknar dig ibland"  | Ingela Forsman (p), Henrik Wikström (c & p), Bobby Ljunggren (c)                                 | 18 249   | —        | 6e       | Éliminé       |
| 8 | Eskobar                  | "Hallelujah New World"   | Daniel Bellqvist (c & p), Frederik Zäll (c & p), Robert Birming (c & p)                          | 11 672   | —        | 8e       | Joker Éliminé |

- Nombre total de votes : 437 744 votes
- Argent récolté pour l'association Radiohjälpen : 1 129 905 couronnes
- Audience : 3 109 000 téléspectateurs

### Demi-finale 4
La quatrième et dernière demi-finale a eu lieu le 1er mars 2008 au Telenor Arena de Karlskrona.
Les deux artistes qui ont réussi à se qualifier directement pour la finale étaient Charlotte Perrelli avec sa chanson "Hero" et Linda Bengtzing avec sa chanson "Hur svårt kan det va ?" et les deux artistes qui ont réussi à se qualifier pour l'épreuve de rattrapage (Andra Chansen) furent Nordman et leur chanson "I lågornas sken" et Sibel avec sa chanson "That Is Where I'll Go". 
Le dernier joker du concours, Niklas Strömstedt a terminé dernier de la demi-finale avec sa chanson "För många ord om kärlek".
| # | Artiste             | Chanson                    | Parolier (p) / Compositeur (c) | Votes    | Votes    | Position | Resultat      |
| # | Artiste             | Chanson                    | Parolier (p) / Compositeur (c) | Manche 1 | Manche 2 | Position | Resultat      |
| - | ------------------- | -------------------------- | --- | -------- | -------- | -------- | ------------- |
| 1 | Niklas Strömstedt   | "För många ord om kärlek"  | Niklas Strömstedt (c & p) | 13 067   | —        | 8e       | Joker Éliminé |
| 2 | Calaisa             | "If I Could"               | Pontus Assarsson (c & p), Jörgen Ringqvist (c & p), Lisa Troedsson-Lundin (c & p), Caisa Troedsson-Lundin (c & p), Anna Törnqvist (c & p), Malin Törnqvist (c & p) | 30 124   | 47 846   | 5e       | Éliminé       |
| 3 | Daniel Mitsogiannis | "Pame"                     | Fredrik Kempe (c & p), Henrik Wikström (c) | 20 432   | —        | 7e       | Éliminé       |
| 4 | Linda Bengtzing     | "Hur svårt kan det va?"    | Johan Fransson (c & p), Tobias Lundgren (c & p), Tim Larsson (c & p)                                                                                               | 53 813   | 70 571   | 2e       | Finale        |
| 5 | Nordman             | "I lågornas sken"          | Lina Eriksson (c & p), Mårten Eriksson (c & p) | 39 019   | 58 673   | 4e       | Andra Chansen |
| 6 | Sibel               | "That Is Where I'll Go"    | Christian Antblad (c & p) | 46 289   | 59 030   | 3e       | Andra Chansen |
| 7 | Fronda              | "Ingen mår så bra som jag" | Sebastian Fronda (c & p), Thomas Thörnholm (c & p), Michael Clauss (c & p)                                                                                         | 25 234   | —        | 6e       | Éliminé       |
| 8 | Charlotte Perrelli  | "Hero"                     | Fredrik Kempe (c & p), Bobby Ljunggren (c) | 98 666   | 137 738  | 1er      | Finale        |

- Nombre total de votes : 701 978 votes
- Argent récolté pour l'association Radiohjälpen : 1 606 559 couronnes
- Audience : 3 410 000 téléspectateurs

### Épreuve de rattrapage(Andra Chansen)
L'épreuve de rattrapage, appelée Andra Chansen a eu lieu le 8 mars à Kiruna dans l'Arena Arctica.
Dans cette épreuve, seuls les troisièmes et quatrièmes de chaque demi-finale pouvaient participer à cette épreuve. Cette épreuve est sous forme de duel avec quatre duel lors de la première manche dû aux huit chansons en lice pour une ultime qualification en finale. Lors de la première manche, les vainqueurs des duels participaient à la seconde manche tandis que les perdant des duels de la première manche furent éliminés du concours. Lors de la deuxième, il y a deux duels et les vainqueurs des deux duels sont ceux qui seront qualifiés pour la finale du concours portant le nombre de finalistes de 8 à 10.
Lors de cette épreuve, ce fut la jeune chanteuse Sibel avec sa chanson "That Is Where I'll Go" et le groupe Nordman avec leur chanson "I lågornas sken" qui furent les deux derniers artistes qualifiés pour la finale du concours. À noter que ces deux artistes étaient dans la même demi-finale, la quatrième.
|  | Manche 1                               | Manche 1                              |                                 |         | Manche 2 | Manche 2 |  |  | En Finale |  |
|  |                                        |                                       |                                 |         |          |          |  |  |           |  |
|  |                                        |                                       |                                 |         |          |          |  |  |           |  |
|  |                                        |                                       |                                 |         |          |          |  |  |           |  |
|  | E-Type & The Poodles - "Line of Fire"  | 87 002                                |                                 |         |          |          |  |  |           |  |
|  | E-Type & The Poodles - "Line of Fire"  | 87 002                                |                                 |         |          |          |  |  |           |  |
|  | Sibel - "That Is Where I'll Go"        | 103 077                               |                                 |         |          |          |  |  |           |  |
|  | Sibel - "That Is Where I'll Go"        | 103 077                               | Sibel - "That Is Where I'll Go" | 137 065 |          |          |  |  |           |  |
|  |                                        |                                       | Sibel - "That Is Where I'll Go" | 137 065 |          |          |  |  |           |  |
|  |                                        | Ola Svensson - "Love in Stereo"       | 103 624                         |         |          |          |  |  |           |  |
|  | Ola - "Love in Stereo"                 | Ola Svensson - "Love in Stereo"       | 103 624                         | 78 477  |          |          |  |  |           |  |
|  | Ola - "Love in Stereo"                 |                                       |                                 | 78 477  |          |          |  |  |           |  |
|  | Caracola - "Smiling in Love"           | 51 038                                |                                 |         |          |          |  |  |           |  |
|  | Caracola - "Smiling in Love"           | 51 038                                | Sibel - "That Is Where I'll Go" |         |          |          |  |  |           |  |
|  |                                        |                                       |                                 |         |          |          |  |  |           |  |
|  |                                        | Nordman - "I lågornas sken"           |                                 |         |          |          |  |  |           |  |
|  | Johnson & Häggkvist - "One Love"       | 202 353                               |                                 |         |          |          |  |  |           |  |
|  | Johnson & Häggkvist - "One Love"       | 202 353                               |                                 |         |          |          |  |  |           |  |
|  | Nordman - "I lågornas sken"            | 316 118                               |                                 |         |          |          |  |  |           |  |
|  | Nordman - "I lågornas sken"            | 316 118                               | Nordman - "I lågornas sken"     | 166 735 |          |          |  |  |           |  |
|  |                                        |                                       | Nordman - "I lågornas sken"     | 166 735 |          |          |  |  |           |  |
|  |                                        | Suzzie Tapper - "Visst finns mirakel" | 88 075                          |         |          |          |  |  |           |  |
|  | Thérèse Andersson - "When You Need Me" | Suzzie Tapper - "Visst finns mirakel" | 88 075                          | 57 335  |          |          |  |  |           |  |
|  | Thérèse Andersson - "When You Need Me" |                                       |                                 | 57 335  |          |          |  |  |           |  |
|  | Suzzie Tapper - "Visst finns mirakel"  | 73 120                                |                                 |         |          |          |  |  |           |  |
|  | Suzzie Tapper - "Visst finns mirakel"  | 73 120                                |                                 |         |          |          |  |  |           |  |

- Nombre total de votes : 1 464 019 votes
- Argent récolté pour l'association Radiohjälpen : 0 couronnes
- Audience : 3 090 000 téléspectateurs

## Finale
La finale du concours Melodifestivalen 2008 a eu lieu le 15 mars dans la capitale de la Suède, à Stockholm au Globen. Contrairement aux demi-finales, il n'y a pas 8 concurrents mais 10 (les deux premiers de chaque demi-finale, c'est-à-dire 8 et les deux artistes qualifiés grâce à l'épreuve de rattrapage, l'Andra Chansen). 
Le vainqueur sera celui qui aura le plus de points grâce aux votes des téléspectateurs et de ceux des 11 jurys régionaux suédois et de ce fait représentera la Suède au Concours Eurovision de la chanson 2008.
Le vainqueur fut la chanteuse Charlotte Perrelli, qui avait déjà remporté le concours en 1999 et l'Eurovision par la même occasion, avec la chanson "Hero" avec un total de 224 points (114 points du jury et 110 de la part des téléspectateurs). À noter que ce fut la première fois depuis 2005, que le/la gagnant/e n'a pas eu les 132 points des téléspectateurs (maximum). Ce fut la dauphine, Sanna Nielsen et sa chanson "Empty Room" qui a reçu ces 132 points.
| #  | Artiste              | Chanson                 | Parolier (p) / Compositeur (c)                                                                   | Votes | Votes    | Votes | Place |
| #  | Artiste              | Chanson                 | Parolier (p) / Compositeur (c)                                                                   | Jury  | Télévote | Total | Place |
| -- | -------------------- | ----------------------- | ------------------------------------------------------------------------------------------------ | ----- | -------- | ----- | ----- |
| 1  | Charlotte Perrelli   | "Hero"                  | Fredrik Kempe (c & p), Bobby Ljunggren (c)                                                       | 114   | 110      | 224   | 1er   |
| 2  | Sibel                | "That Is Where I'll Go" | Christian Antblad (c & p)                                                                        | 39    | —        | 39    | 7e    |
| 3  | Rongedal             | "Just a Minute"         | Amir Aly (c), Henrik Wikström (c), Magnus Rongedal (c & p), Henrik Rongedal (c & p)              | 76    | 66       | 142   | 4e    |
| 4  | Linda Bengtzing      | "Hur svårt kan det va?" | Johan Fransson (c & p), Tobias Lundgren (c & p), Tim Larsson (c & p)                             | 64    | —        | 64    | 5e    |
| 5  | Christer Sjögren     | "I Love Europe"         | Torgny Söderberg (c), Magnus Johansson (c), Ingela Forsman (p)                                   | 1     | 22       | 23    | 9e    |
| 6  | Amy Diamond          | "Thank You"             | Sandra Nordström (c & p), Mathias Venge (c & p), Peter Wennerberg (c & p)                        | 25    | 11       | 36    | 8e    |
| 7  | Sanna Nielsen        | "Empty Room"            | Bobby Ljunggren (c & p), Aleena Gibson (c & p)                                                   | 74    | 132      | 206   | 2e    |
| 8  | Nordman              | "I lågornas sken"       | Lina Eriksson (c & p), Mårten Eriksson (c & p)                                                   | 4     | 44       | 48    | 6e    |
| 9  | Frida feat. Headline | "Upp o hoppa"           | Anderz Wrethov (c & p), Frida Muranius (c & p), Sam Persson (c)                                  | 6     | —        | 6     | 10e   |
| 10 | BWO                  | "Lay Your Love On Me"   | Alexander Bard (c & p), Anders Hansson (c & p), Bobby Ljunggren (c & p), Henrik Wikström (c & p) | 70    | 88       | 158   | 3e    |

### Jury
| Chanson               | Örebro | Luleå | Falun | Karlstad | Umeå | Norrköping | Göteborg | Sundsvall | Växjö | Malmö | Stockholm | Total |
| --------------------- | ------ | ----- | ----- | -------- | ---- | ---------- | -------- | --------- | ----- | ----- | --------- | ----- |
| Hero                  | 12     | 12    | 12    | 12       | 12   | 4          | 6        | 12        | 10    | 10    | 12        | 114   |
| That Is Where I'll Go | 1      | 2     | 4     | 2        | 2    | 2          | 4        | 8         | 1     | 12    | 1         | 39    |
| Just A Minute         | 8      | 4     | 6     | 8        | 6    | 10         | 12       | 10        | 2     | —     | 10        | 76    |
| Hur svårt kan det va? | 6      | 8     | 10    | 6        | 4    | 8          | —        | 4         | 4     | 8     | 6         | 64    |
| I Love Europe         | —      | —     | —     | —        | —    | —          | 1        | —         | —     | —     | —         | 1     |
| Thank You             | 2      | 1     | 1     | —        | 1    | 1          | 10       | 1         | 6     | —     | 2         | 25    |
| Empty Room            | 10     | 6     | 8     | 4        | 10   | 6          | —        | 6         | 12    | 4     | 8         | 74    |
| I lågornas sken       | —      | —     | —     | 1        | —    | —          | 2        | —         | —     | 1     | —         | 4     |
| Upp o hoppa           | —      | —     | —     | —        | —    | —          | —        | —         | —     | 6     | —         | 6     |
| Lay Your Love On Me   | 4      | 10    | 2     | 10       | 8    | 12         | 8        | 2         | 8     | 2     | 4         | 70    |

### Télévotes
| Chanson               | Jury | No. de televotes (%) | Points | Total |
| --------------------- | ---- | -------------------- | ------ | ----- |
| Hero                  | 114  | 397.907 (16,5 %)     | 110    | 224   |
| That Is Where I'll Go | 39   | 120.587 (5 %)        | —      | 39    |
| Just A Minute         | 76   | 273.521 (11,5 %)     | 66     | 142   |
| Hur svårt kan det va? | 64   | 115.321 (4,8 %)      | —      | 64    |
| I Love Europe         | 1    | 228.674 (9,5 %)      | 22     | 23    |
| Thank You             | 25   | 188.872 (7,8 %)      | 11     | 36    |
| Empty Room            | 74   | 449.419 (18,7 %)     | 132    | 206   |
| I lågornas sken       | 4    | 233.467 (9,7 %)      | 44     | 48    |
| Upp o hoppa           | 6    | 81.691 (3,3 %)       | —      | 6     |
| Lay Your Love On Me   | 70   | 320.741 (13,3 %)     | 88     | 158   |

- Nombre total de votes :  2 410 200 votes
- Argent récolté pour l'association Radiohjälpen : 4 521 176 couronnes
- Audience : 4 046 000 téléspectateurs